# Старое Титово
Старое Титово — деревня в Орехово-Зуевском муниципальном районе Московской области. Входит в состав сельского поселения Дороховское. Население — 171 чел. (2010).

## Расположение
Деревня Старое Титово расположена в юго-восточной части Орехово-Зуевского района, примерно в 25 км к югу от города Орехово-Зуево. Высота над уровнем моря 142 м.

## История
В 1926 году деревня входила в Титовский сельсовет Дороховской волости Орехово-Зуевского уезда Московской губернии.
До 2006 года Старое Титово входило в состав Дороховского сельского округа Орехово-Зуевского района.

## Население
В 1926 году в деревне проживало 1242 человека (565 мужчин, 677 женщин). По переписи 2002 года — 145 человек (66 мужчин, 79 женщин).
| 1926 | 2002 | 2006 | 2010 |
| ---- | ---- | ---- | ---- |
| 1242 | ↘145 | ↗153 | ↗171 |